# Llista de topònims de Vilademuls
Llista de topònims (noms propis de lloc) del municipi de Vilademuls, al Pla de l'Estany
Informació actualitzada per un bot. Els canvis manuals es perdran quan s'actualitzi!

## arbre singular
| imatge | Nom                                  | Ubicat a   | instància de   | Detalls                                                            | coordenades                                                              | Protecció        | Commons (més fotos)                  | Dades a WD                    |
| ------ | ------------------------------------ | ---------- | -------------- | ------------------------------------------------------------------ | ------------------------------------------------------------------------ | ---------------- | ------------------------------------ | ----------------------------- |
|        | alzina de la Casa Nova de Vilafreser | Vilademuls | arbre singular | Taxon: alzina (Quercus ilex) Ample: 27.1m Alt: 19m Perímetre: 4.5m | 42° 04′ 42″ N, 2° 52′ 56″ E / 42.07843°N,2.88227°E ca:Casa Nova 113 msnm | arbre monumental | Alzina de la Casa Nova de Vilafreser | Modifica les dades a Wikidata |
|        | la Llentriscla                       | Galliners  | arbre singular | Taxon: llentiscle (Pistacia lentiscus)                             | 42° 09′ 00″ N, 2° 52′ 15″ E / 42.15011°N,2.870968°E                      |                  |                                      | Modifica les dades a Wikidata |

## casa forta
| imatge | Nom                  | Ubicat a   | instància de | Detalls                                                              | coordenades                                                                                                | Protecció                                            | Commons (més fotos) | Dades a WD                    |
| ------ | -------------------- | ---------- | ------------ | -------------------------------------------------------------------- | --- | ---------------------------------------------------- | ------------------- | ----------------------------- |
|        | Casa dels Pols       | Vilademuls | casa forta   | 15th century                                                         | 42° 08′ 20″ N, 2° 53′ 18″ E / 42.138891°N,2.88834°E ca:Nucli de Vilademuls 112 msnm                        | bé d'interès cultural bé cultural d'interès nacional |                     | Modifica les dades a Wikidata |
|        | Torre de Sant Marçal | Vilademuls | casa forta   | Estil: arquitectura gòtica arquitectura del Renaixement 14th century | 42° 07′ 32″ N, 2° 52′ 05″ E / 42.125472°N,2.868056°E ca:Al nucli de Sant Marçal de la Quarantella 171 msnm | bé d'interès cultural bé cultural d'interès nacional |                     | Modifica les dades a Wikidata |

## creu de terme
| imatge | Nom                    | Ubicat a | instància de  | Detalls                     | coordenades                                                   | Protecció                                  | Commons (més fotos)    | Dades a WD                    |
| ------ | ---------------------- | -------- | ------------- | --------------------------- | ------------------------------------------------------------- | ------------------------------------------ | ---------------------- | ----------------------------- |
|        | creu de terme d'Ollers | Ollers   | creu de terme | Estil: arquitectura popular | 42° 09′ 13″ N, 2° 49′ 58″ E / 42.153538°N,2.832827°E 156 msnm | bé integrant del patrimoni cultural català | Creu de terme d'Ollers | Modifica les dades a Wikidata |
|        | creu de terme d'Orfes  | Orfes    | creu de terme | Estil: barroc 17th century  | 42° 10′ 19″ N, 2° 52′ 01″ E / 42.171999°N,2.866817°E 73 msnm  | bé integrant del patrimoni cultural català | Creu de terme d'Orfes  | Modifica les dades a Wikidata |

## edifici
| imatge | Nom                               | Ubicat a   | instància de | Detalls            | coordenades                                                       | Protecció                                  | Commons (més fotos) | Dades a WD                    |
| ------ | --------------------------------- | ---------- | ------------ | ------------------ | ----------------------------------------------------------------- | ------------------------------------------ | ------------------- | ----------------------------- |
|        | Escola de Sant Esteve de Guialbes | Vilademuls | edifici      | Estil: noucentisme | 42° 06′ 55″ N, 2° 52′ 28″ E / 42.115203°N,2.874578°E              | bé cultural d'interès local                |                     | Modifica les dades a Wikidata |
|        | Escola de Vilademuls              | Vilademuls | edifici      | Estil: noucentisme | 42° 08′ 53″ N, 2° 52′ 30″ E / 42.148124°N,2.874967°E              | bé integrant del patrimoni cultural català |                     | Modifica les dades a Wikidata |
|        | Vilauberí                         | Vilademuls | edifici      |                    | 42° 06′ 07″ N, 2° 50′ 56″ E / 42.101874430686°N,2.8489073520643°E |                                            |                     | Modifica les dades a Wikidata |

## entitat singular de població
| imatge | Nom                        | Ubicat a   | instància de                                                                   | Detalls | coordenades                                                                     | Protecció | Commons (més fotos)               | Dades a WD                    |
| ------ | -------------------------- | ---------- | ------------------------------------------------------------------------------ | ------- | ------------------------------------------------------------------------------- | --------- | --------------------------------- | ----------------------------- |
|        | Galliners                  | Vilademuls | entitat singular de població ens local històric de Catalunya                   | 102 hab | 42° 08′ 59″ N, 2° 52′ 18″ E / 42.149847°N,2.871711°E 137 msnm                   |           | Galliners                         | Modifica les dades a Wikidata |
|        | Olives                     | Vilademuls | entitat singular de població                                                   | 19 hab  | 42° 05′ 54″ N, 2° 52′ 21″ E / 42.0983511498788°N,2.87248757085709°E 135 msnm    |           | Olives de Sant Esteve de Guialbes | Modifica les dades a Wikidata |
|        | Ollers                     | Vilademuls | entitat singular de població ens local històric de Catalunya                   | 59 hab  | 42° 09′ 13″ N, 2° 49′ 59″ E / 42.15360805555556°N,2.8330680555555556°E 156 msnm |           | Ollers (Vilademuls)               | Modifica les dades a Wikidata |
|        | Orfes                      | Vilademuls | entitat singular de població ens local històric de Catalunya                   | 111 hab | 42° 10′ 21″ N, 2° 52′ 00″ E / 42.17262°N,2.866627°E 120 msnm                    |           | Orfes                             | Modifica les dades a Wikidata |
|        | Parets d'Empordà           | Vilademuls | entitat singular de població ens local històric de Catalunya                   | 37 hab  | 42° 09′ 59″ N, 2° 53′ 20″ E / 42.166361°N,2.888796°E 71 msnm                    |           | Parets d'Empordà                  | Modifica les dades a Wikidata |
|        | Sant Esteve de Guialbes    | Vilademuls | entitat singular de població ens local històric de Catalunya                   | 164 hab | 42° 06′ 54″ N, 2° 52′ 41″ E / 42.11509444°N,2.87815833°E 183 msnm               |           | Sant Esteve de Guialbes           | Modifica les dades a Wikidata |
|        | Sant Marçal de Quarantella | Vilademuls | entitat singular de població ens local històric de Catalunya                   | 1 hab   | 42° 07′ 31″ N, 2° 52′ 06″ E / 42.125314863345°N,2.8682090641023°E 171 msnm      |           |                                   | Modifica les dades a Wikidata |
|        | Terradelles                | Vilademuls | entitat singular de població ens local històric de Catalunya                   | 102 hab | 42° 07′ 08″ N, 2° 53′ 18″ E / 42.118766°N,2.888429°E 125 msnm                   |           | Terradelles (Vilademuls)          | Modifica les dades a Wikidata |
|        | Vilademuls                 | Vilademuls | entitat singular de població ens local històric de Catalunya capital municipal | 54 hab  | 42° 08′ 20″ N, 2° 53′ 17″ E / 42.1389°N,2.88819°E 131 msnm                      |           |                                   | Modifica les dades a Wikidata |
|        | Vilademí                   | Vilademuls | entitat singular de població ens local històric de Catalunya                   | 21 hab  | 42° 09′ 10″ N, 2° 48′ 46″ E / 42.1528666400519°N,2.81288835949055°E 233 msnm    |           |                                   | Modifica les dades a Wikidata |
|        | Vilafreser                 | Vilademuls | entitat singular de població ens local històric de Catalunya                   | 97 hab  | 42° 05′ 05″ N, 2° 52′ 57″ E / 42.084722°N,2.8825°E 120 msnm                     |           | Vilafreser                        | Modifica les dades a Wikidata |
|        | Vilamarí                   | Vilademuls | entitat singular de població ens local històric de Catalunya                   | 98 hab  | 42° 06′ 45″ N, 2° 51′ 07″ E / 42.112426°N,2.852008°E 130 msnm                   |           | Vilamarí                          | Modifica les dades a Wikidata |

## església
| imatge | Nom                                       | Ubicat a                               | instància de     | Detalls                                                   | coordenades                                                                                      | Protecció                   | Commons (més fotos)                       | Dades a WD                    |
| ------ | ----------------------------------------- | -------------------------------------- | ---------------- | --------------------------------------------------------- | ------------------------------------------------------------------------------------------------ | --------------------------- | ----------------------------------------- | ----------------------------- |
|        | Sant Andreu del Vilar                     | Vilademuls el Vilar                    | església         | Estat: ruïnós                                             | 42° 06′ 50″ N, 2° 53′ 50″ E / 42.11378°N,2.8972867°E                                             |                             |                                           | Modifica les dades a Wikidata |
|        | Sant Baldiri de Galliners                 | Vilademuls                             | església         | Estil: arquitectura gòtica 18th century                   | 42° 09′ 05″ N, 2° 53′ 11″ E / 42.151315°N,2.886302°E ca:Puig de Sant Baldiri, Galliners 176 msnm | bé cultural d'interès local | Sant Baldiri de Galliners                 | Modifica les dades a Wikidata |
|        | Sant Esteve de Vilademí                   | Vilademí                               | església         | Estil: arquitectura barroca 18th century                  | 42° 09′ 09″ N, 2° 48′ 46″ E / 42.152479°N,2.812809°E 238 msnm                                    | bé cultural d'interès local | Sant Esteve de Vilademí                   | Modifica les dades a Wikidata |
|        | Sant Joan Baptista de Vilademuls          | Vilademuls                             | església         | Estil: arquitectura romànica                              | 42° 08′ 18″ N, 2° 53′ 15″ E / 42.138316°N,2.887595°E                                             | bé cultural d'interès local | Sant Joan Baptista de Vilademuls          | Modifica les dades a Wikidata |
|        | Sant Julià de Galliners                   | Vilademuls                             | església         | Estil: arquitectura barroca                               | 42° 08′ 59″ N, 2° 52′ 20″ E / 42.149765°N,2.872235°E Galliners                                   | bé cultural d'interès local | Sant Julià de Galliners                   | Modifica les dades a Wikidata |
|        | Sant Llorenç de Perles                    | Vilademuls                             | església         | Estil: arquitectura romànica                              | 42° 04′ 45″ N, 2° 52′ 19″ E / 42.079241°N,2.872013°E 95 msnm                                     |                             | Sant Llorenç de Perles                    | Modifica les dades a Wikidata |
|        | Sant Martí d'Ollers                       | Vilademuls                             | església         |                                                           | 42° 09′ 14″ N, 2° 50′ 01″ E / 42.153755°N,2.833657°E                                             | bé cultural d'interès local | Sant Martí d'Ollers                       | Modifica les dades a Wikidata |
|        | Sant Martí de Terradelles                 | Vilademuls                             | església         | Estil: arquitectura romànica                              | 42° 07′ 05″ N, 2° 53′ 20″ E / 42.118109°N,2.888883°E                                             | bé cultural d'interès local | Sant Martí de Terradelles                 | Modifica les dades a Wikidata |
|        | Sant Miquel de Mas Fonollet               | Vilademuls                             | església capella |                                                           | 42° 06′ 14″ N, 2° 53′ 46″ E / 42.1039680504029°N,2.89615721005833°E ca:Mas Fonollet 97 msnm      |                             |                                           | Modifica les dades a Wikidata |
|        | Sant Pere de Juïgues                      | Vilademuls                             | església         | Estil: arquitectura romànica                              | 42° 07′ 44″ N, 2° 50′ 59″ E / 42.12887°N,2.849657°E 141 msnm                                     | bé cultural d'interès local | Sant Pere de Juïgues                      | Modifica les dades a Wikidata |
|        | Sant Pere de Viella                       | Vilademuls Vilafreser veïnat de Viella | església         | Estil: arquitectura romànica Estat: enderrocat o destruït | 42° 05′ 25″ N, 2° 52′ 07″ E / 42.09041°N,2.868502°E                                              | bé cultural d'interès local |                                           | Modifica les dades a Wikidata |
|        | Sant Roc de Vilademuls                    | Vilademuls                             | església         | 17th century Estat: ruïnós                                | 42° 10′ 22″ N, 2° 51′ 53″ E / 42.172794°N,2.864653°E ca:Orfes 104 msnm                           | bé cultural d'interès local | Sant Roc de Vilademuls                    | Modifica les dades a Wikidata |
|        | Sant Roc de Vilademí                      | Vilademuls                             | església         | Estat: ruïnós                                             | 42° 08′ 50″ N, 2° 48′ 48″ E / 42.147337°N,2.81324°E 249 msnm                                     |                             |                                           | Modifica les dades a Wikidata |
|        | Sant Sadurní de Vilafreser                | Vilademuls                             | església         | Estil: arquitectura gòtica                                | 42° 05′ 05″ N, 2° 52′ 57″ E / 42.084585°N,2.882406°E                                             | bé cultural d'interès local | Sant Sadurní de Vilafreser                | Modifica les dades a Wikidata |
|        | Sant Sebastià d'Ollers                    | Vilademuls                             | església         | Estil: arquitectura popular                               | 42° 09′ 12″ N, 2° 49′ 52″ E / 42.153333333333°N,2.8311111111111°E                                | bé cultural d'interès local | Sant Sebastià d'Ollers                    | Modifica les dades a Wikidata |
|        | Santa Càndida                             | Vilademuls                             | església capella | Estat: ruïnós                                             | 42° 06′ 00″ N, 2° 51′ 31″ E / 42.100085482821°N,2.858586459672°E 106 msnm                        |                             |                                           | Modifica les dades a Wikidata |
|        | Santa Llogaia de Parets                   | Parets d'Empordà                       | església         | 18th century                                              | 42° 10′ 00″ N, 2° 53′ 20″ E / 42.1668021°N,2.8890228°E 73 msnm                                   | bé cultural d'interès local | Santa Llogaia de Parets                   | Modifica les dades a Wikidata |
|        | Santa Maria d'Orfes                       | Vilademuls                             | església         | Estil: arquitectura barroca                               | 42° 10′ 21″ N, 2° 52′ 00″ E / 42.172532°N,2.866722°E                                             | bé cultural d'interès local | Santa Maria d'Orfes                       | Modifica les dades a Wikidata |
|        | Santa Maria de Vilamarí                   | Vilademuls                             | església         | Estil: arquitectura romànica arquitectura barroca         | 42° 04′ 46″ N, 2° 52′ 20″ E / 42.079368°N,2.872097°E 93 msnm                                     | bé cultural d'interès local | Santa Maria de Vilamarí                   | Modifica les dades a Wikidata |
|        | Santa Maria de les Olives                 | Vilademuls                             | església         |                                                           | 42° 05′ 55″ N, 2° 52′ 18″ E / 42.098671°N,2.871557°E                                             | bé cultural d'interès local | Santa Maria de les Olives                 | Modifica les dades a Wikidata |
|        | ermita de Sant Mer                        | Vilademuls                             | església         | Estil: arquitectura popular                               | 42° 05′ 30″ N, 2° 51′ 20″ E / 42.091804°N,2.8555°E                                               | bé cultural d'interès local | Ermita de Sant Mer (Vilademuls)           | Modifica les dades a Wikidata |
|        | església de Sant Esteve de Guialbes       | Vilademuls                             | església         |                                                           | 42° 06′ 56″ N, 2° 52′ 41″ E / 42.115509°N,2.878188°E 182 msnm                                    | bé cultural d'interès local | Església de Sant Esteve de Guialbes       | Modifica les dades a Wikidata |
|        | església de Sant Marçal de la Quarantella | Vilademuls                             | església         | Estil: arquitectura romànica 11st century                 | 42° 07′ 31″ N, 2° 52′ 05″ E / 42.12535215°N,2.86810339°E 183 msnm                                | bé cultural d'interès local | Església de Sant Marçal de la Quarantella | Modifica les dades a Wikidata |

## granja
| imatge | Nom                  | Ubicat a   | instància de | Detalls | coordenades                                                         | Protecció | Commons (més fotos) | Dades a WD                    |
| ------ | -------------------- | ---------- | ------------ | ------- | ------------------------------------------------------------------- | --------- | ------------------- | ----------------------------- |
|        | Granges d'en Bosc    | Vilademuls | granja       |         | 42° 05′ 45″ N, 2° 51′ 35″ E / 42.0958234833741°N,2.85975883033013°E |           |                     | Modifica les dades a Wikidata |
|        | Granges d'en Guilana | Vilademuls | granja       |         | 42° 09′ 18″ N, 2° 52′ 23″ E / 42.1551195697478°N,2.87308782451072°E |           |                     | Modifica les dades a Wikidata |
|        | Granges d'en Salanca | Vilademuls | granja       |         | 42° 11′ 36″ N, 2° 52′ 09″ E / 42.1933112343129°N,2.86913578317468°E |           |                     | Modifica les dades a Wikidata |
|        | Granges de l'Huguet  | Vilademuls | granja       |         | 42° 07′ 15″ N, 2° 53′ 17″ E / 42.1208026785727°N,2.88816948629059°E |           |                     | Modifica les dades a Wikidata |
|        | Granja Pedrosa       | Vilademuls | granja       |         | 42° 05′ 28″ N, 2° 53′ 24″ E / 42.0911281482875°N,2.89012006809414°E |           |                     | Modifica les dades a Wikidata |
|        | Granja d'en Baldiri  | Vilademuls | granja       |         | 42° 08′ 24″ N, 2° 53′ 13″ E / 42.1399853755534°N,2.88708292811305°E |           |                     | Modifica les dades a Wikidata |
|        | Granja d'en Diret    | Vilademuls | granja       |         | 42° 09′ 32″ N, 2° 52′ 36″ E / 42.1588432630193°N,2.87679658026083°E |           |                     | Modifica les dades a Wikidata |
|        | Granja d'en Falgars  | Vilademuls | granja       |         | 42° 08′ 28″ N, 2° 53′ 13″ E / 42.1410118700073°N,2.88683907480628°E |           |                     | Modifica les dades a Wikidata |
|        | Granja de Can Mir    | Vilademuls | granja       |         | 42° 06′ 45″ N, 2° 52′ 50″ E / 42.1125900834851°N,2.88053920854883°E |           |                     | Modifica les dades a Wikidata |
|        | Granja de Sant Mer   | Vilademuls | granja       |         | 42° 06′ 27″ N, 2° 52′ 18″ E / 42.1075908034665°N,2.87157401745452°E |           |                     | Modifica les dades a Wikidata |

## masia
| imatge | Nom                      | Ubicat a            | instància de | Detalls                                                       | coordenades                                                                  | Protecció                                  | Commons (més fotos)       | Dades a WD                    |
| ------ | ------------------------ | ------------------- | ------------ | ------------------------------------------------------------- | ---------------------------------------------------------------------------- | ------------------------------------------ | ------------------------- | ----------------------------- |
|        | Ca l'Alzina              | Vilademuls          | masia        |                                                               | 42° 09′ 34″ N, 2° 49′ 56″ E / 42.159381325449°N,2.83233396438941°E           |                                            |                           | Modifica les dades a Wikidata |
|        | Ca l'Arrufat             | Vilademuls          | masia        |                                                               | 42° 05′ 56″ N, 2° 52′ 15″ E / 42.09884474914°N,2.87091443276015°E            |                                            |                           | Modifica les dades a Wikidata |
|        | Ca l'Escolà              | Vilademuls          | masia        |                                                               | 42° 07′ 34″ N, 2° 51′ 39″ E / 42.126206931956°N,2.860948089294°E             |                                            |                           | Modifica les dades a Wikidata |
|        | Ca l'Hospital            | Vilademuls          | masia        |                                                               | 42° 08′ 20″ N, 2° 53′ 19″ E / 42.1387979935515°N,2.8885855684796°E           |                                            |                           | Modifica les dades a Wikidata |
|        | Ca l'Hostal              | Vilademuls          | masia        |                                                               | 42° 05′ 49″ N, 2° 52′ 28″ E / 42.0970292365727°N,2.87434046497748°E          |                                            |                           | Modifica les dades a Wikidata |
|        | Ca l'Huguet              | Vilademuls          | masia        |                                                               | 42° 07′ 10″ N, 2° 53′ 15″ E / 42.1193699178042°N,2.88742196930474°E          |                                            |                           | Modifica les dades a Wikidata |
|        | Ca l'Oliva               | Vilademuls          | masia        |                                                               | 42° 06′ 09″ N, 2° 51′ 12″ E / 42.1026243258313°N,2.85329765027081°E          |                                            |                           | Modifica les dades a Wikidata |
|        | Ca l'Olivera             | Vilademuls          | masia        |                                                               | 42° 05′ 49″ N, 2° 52′ 09″ E / 42.0968251990943°N,2.869068288429°E            |                                            |                           | Modifica les dades a Wikidata |
|        | Ca l'Oliveres            | Vilademuls          | masia        |                                                               | 42° 07′ 50″ N, 2° 53′ 58″ E / 42.13062°N,2.89956°E                           |                                            |                           | Modifica les dades a Wikidata |
|        | Ca la Nuri Oliveres      | Vilademuls          | masia        |                                                               | 42° 07′ 53″ N, 2° 53′ 59″ E / 42.1313058029789°N,2.89962146172947°E          |                                            |                           | Modifica les dades a Wikidata |
|        | Ca la Sausa              | Vilademuls          | masia        |                                                               | 42° 05′ 42″ N, 2° 53′ 35″ E / 42.0950038228196°N,2.89316074558413°E          |                                            |                           | Modifica les dades a Wikidata |
|        | Ca n'Adroer              | Vilademuls          | masia        |                                                               | 42° 09′ 59″ N, 2° 53′ 18″ E / 42.1662764811646°N,2.88846472903192°E          |                                            |                           | Modifica les dades a Wikidata |
|        | Ca n'Eulària             | Vilademuls          | masia        |                                                               | 42° 06′ 30″ N, 2° 50′ 43″ E / 42.1082519259°N,2.84532600625981°E             |                                            |                           | Modifica les dades a Wikidata |
|        | Ca n'Onofre              | Vilademuls          | masia        |                                                               | 42° 07′ 40″ N, 2° 53′ 36″ E / 42.12779667426°N,2.89339603643647°E            |                                            |                           | Modifica les dades a Wikidata |
|        | Cal Bacallà              | Vilademuls          | masia        |                                                               | 42° 09′ 43″ N, 2° 48′ 37″ E / 42.1620760835613°N,2.81037960326517°E          |                                            |                           | Modifica les dades a Wikidata |
|        | Cal Bombo                | Vilademuls          | masia        |                                                               | 42° 06′ 54″ N, 2° 50′ 40″ E / 42.1149966027253°N,2.84445075428066°E          |                                            |                           | Modifica les dades a Wikidata |
|        | Cal Bou                  | Vilademuls          | masia        |                                                               | 42° 06′ 29″ N, 2° 52′ 53″ E / 42.1081326443532°N,2.8812853862647°E           |                                            |                           | Modifica les dades a Wikidata |
|        | Cal Carter               | Vilademuls          | masia        |                                                               | 42° 06′ 55″ N, 2° 52′ 38″ E / 42.1153966678124°N,2.87727995197493°E          |                                            |                           | Modifica les dades a Wikidata |
|        | Cal Corder               | Vilademuls          | masia        |                                                               | 42° 08′ 19″ N, 2° 53′ 14″ E / 42.1385985993503°N,2.88730321015535°E          |                                            |                           | Modifica les dades a Wikidata |
|        | Cal Coronel              | Vilademuls          | masia        |                                                               | 42° 07′ 24″ N, 2° 53′ 10″ E / 42.1233944315296°N,2.88602356082763°E          |                                            |                           | Modifica les dades a Wikidata |
|        | Cal Correu               | Vilademuls          | masia        |                                                               | 42° 08′ 22″ N, 2° 53′ 16″ E / 42.1394007407909°N,2.88788264401772°E          |                                            |                           | Modifica les dades a Wikidata |
|        | Cal Flaquer              | Vilademuls          | masia        |                                                               | 42° 09′ 05″ N, 2° 52′ 40″ E / 42.151386971432°N,2.87775511040935°E           |                                            |                           | Modifica les dades a Wikidata |
|        | Cal Frare del Mas        | Vilademuls          | masia        |                                                               | 42° 07′ 38″ N, 2° 52′ 45″ E / 42.127128125618°N,2.8790941527545°E            |                                            |                           | Modifica les dades a Wikidata |
|        | Cal Fuster del Bosc      | Vilademuls          | masia        |                                                               | 42° 06′ 17″ N, 2° 53′ 06″ E / 42.1047678923565°N,2.88489584895842°E          |                                            |                           | Modifica les dades a Wikidata |
|        | Cal Gat                  | Vilademuls          | masia        |                                                               | 42° 08′ 13″ N, 2° 51′ 48″ E / 42.137017457703°N,2.8633445619479°E            |                                            |                           | Modifica les dades a Wikidata |
|        | Cal Guillot              | Vilademuls          | masia        |                                                               | 42° 06′ 13″ N, 2° 52′ 01″ E / 42.103698161724°N,2.8670444156553°E            |                                            |                           | Modifica les dades a Wikidata |
|        | Cal Nebot                | Vilademuls          | masia        |                                                               | 42° 05′ 06″ N, 2° 52′ 54″ E / 42.0850132306593°N,2.88158240395312°E 116 msnm |                                            |                           | Modifica les dades a Wikidata |
|        | Cal Nebot                | Vilademuls          | masia        |                                                               | 42° 05′ 42″ N, 2° 53′ 04″ E / 42.095040394668°N,2.88442973054064°E 134 msnm  |                                            |                           | Modifica les dades a Wikidata |
|        | Cal Paleta               | Vilademuls          | masia        |                                                               | 42° 06′ 55″ N, 2° 52′ 32″ E / 42.1154039292915°N,2.8756589930983°E           |                                            |                           | Modifica les dades a Wikidata |
|        | Cal Parent               | Vilademuls          | masia        |                                                               | 42° 09′ 23″ N, 2° 49′ 49″ E / 42.1563881638369°N,2.83027201247632°E          |                                            |                           | Modifica les dades a Wikidata |
|        | Cal Parent de la Serra   | Vilademuls          | masia        |                                                               | 42° 09′ 33″ N, 2° 48′ 00″ E / 42.1592756298348°N,2.8000866506616°E           |                                            |                           | Modifica les dades a Wikidata |
|        | Cal Patró                | Vilademuls          | masia        |                                                               | 42° 08′ 36″ N, 2° 51′ 34″ E / 42.1434582240795°N,2.85933910624671°E          |                                            |                           | Modifica les dades a Wikidata |
|        | Cal Pebrot               | Vilademuls          | masia        |                                                               | 42° 06′ 41″ N, 2° 51′ 31″ E / 42.111259071206°N,2.85849103705129°E 113 msnm  |                                            |                           | Modifica les dades a Wikidata |
|        | Cal Pebrot               | Vilademuls          | masia        |                                                               | 42° 05′ 18″ N, 2° 51′ 22″ E / 42.088361539478°N,2.85608737056383°E 121 msnm  |                                            |                           | Modifica les dades a Wikidata |
|        | Cal Rajoler              | Vilademuls          | masia        |                                                               | 42° 06′ 26″ N, 2° 52′ 53″ E / 42.107133075257°N,2.88143239156437°E           |                                            |                           | Modifica les dades a Wikidata |
|        | Cal Rellotger            | Vilademuls          | masia        |                                                               | 42° 06′ 17″ N, 2° 52′ 48″ E / 42.1046726831738°N,2.87987677727803°E          |                                            |                           | Modifica les dades a Wikidata |
|        | Cal Ros                  | Vilademuls          | masia        |                                                               | 42° 09′ 28″ N, 2° 51′ 13″ E / 42.157720057026°N,2.8536163934693°E            |                                            |                           | Modifica les dades a Wikidata |
|        | Cal Rossinyol            | Vilademuls          | masia        |                                                               | 42° 06′ 19″ N, 2° 50′ 57″ E / 42.1052669778071°N,2.84923984189844°E          |                                            |                           | Modifica les dades a Wikidata |
|        | Cal Serafí               | Vilademuls          | masia        |                                                               | 42° 07′ 05″ N, 2° 50′ 37″ E / 42.118039533131°N,2.84352393305625°E           |                                            |                           | Modifica les dades a Wikidata |
|        | Cal Teixó                | Vilademuls          | masia        |                                                               | 42° 04′ 59″ N, 2° 51′ 34″ E / 42.083159782439°N,2.85932728321799°E           |                                            |                           | Modifica les dades a Wikidata |
|        | Cal Titot                | Vilademuls          | masia        |                                                               | 42° 07′ 32″ N, 2° 50′ 54″ E / 42.125602532224°N,2.84841733161031°E           |                                            |                           | Modifica les dades a Wikidata |
|        | Cal Tonet                | Vilademuls          | masia        |                                                               | 42° 09′ 04″ N, 2° 49′ 24″ E / 42.1511541595947°N,2.82345967557642°E          |                                            |                           | Modifica les dades a Wikidata |
|        | Can Barranc              | Vilademuls          | masia        |                                                               | 42° 09′ 26″ N, 2° 48′ 32″ E / 42.1572822262852°N,2.80890505285115°E          |                                            |                           | Modifica les dades a Wikidata |
|        | Can Batlle               | Parets d'Empordà    | masia        | Estil: arquitectura popular                                   | 42° 10′ 09″ N, 2° 52′ 50″ E / 42.169105°N,2.880465°E 82 msnm                 | bé cultural d'interès local                |                           | Modifica les dades a Wikidata |
|        | Can Bell-lloc            | Vilademuls          | masia        |                                                               | 42° 09′ 52″ N, 2° 50′ 10″ E / 42.1645655695619°N,2.83618207859486°E          |                                            |                           | Modifica les dades a Wikidata |
|        | Can Benet                | Vilademuls          | masia        |                                                               | 42° 06′ 29″ N, 2° 51′ 45″ E / 42.1080395937566°N,2.86247751907746°E          |                                            |                           | Modifica les dades a Wikidata |
|        | Can Bisi                 | Vilademuls          | masia        |                                                               | 42° 08′ 55″ N, 2° 52′ 21″ E / 42.1486071593782°N,2.87239886407735°E          |                                            |                           | Modifica les dades a Wikidata |
|        | Can Boix                 | Vilademuls          | masia        |                                                               | 42° 06′ 47″ N, 2° 51′ 04″ E / 42.1131321794348°N,2.8511807836293°E           |                                            |                           | Modifica les dades a Wikidata |
|        | Can Bosc de Farga        | Vilademuls          | masia        |                                                               | 42° 05′ 50″ N, 2° 51′ 35″ E / 42.0971382976708°N,2.85964709533007°E          |                                            |                           | Modifica les dades a Wikidata |
|        | Can Cadellar             | Vilademuls          | masia        |                                                               | 42° 07′ 04″ N, 2° 53′ 23″ E / 42.1178681400261°N,2.88979565363838°E          |                                            |                           | Modifica les dades a Wikidata |
|        | Can Cajau                | Vilademuls          | masia        |                                                               | 42° 09′ 26″ N, 2° 52′ 00″ E / 42.1572558590227°N,2.86670444752197°E          |                                            |                           | Modifica les dades a Wikidata |
|        | Can Camps                | Vilademuls          | masia        |                                                               | 42° 08′ 47″ N, 2° 51′ 21″ E / 42.1464170835524°N,2.85590754760468°E          |                                            |                           | Modifica les dades a Wikidata |
|        | Can Canadell             | Vilademuls          | masia        |                                                               | 42° 07′ 52″ N, 2° 51′ 23″ E / 42.1311066841725°N,2.85635363924615°E          |                                            |                           | Modifica les dades a Wikidata |
|        | Can Cansalada            | Vilademuls          | masia        |                                                               | 42° 06′ 13″ N, 2° 52′ 57″ E / 42.1035224589294°N,2.88239457222354°E          |                                            |                           | Modifica les dades a Wikidata |
|        | Can Capdaigua            | Vilademuls          | masia        | Estil: arquitectura gòtica                                    | 42° 06′ 47″ N, 2° 51′ 06″ E / 42.113158°N,2.851641°E                         | bé integrant del patrimoni cultural català |                           | Modifica les dades a Wikidata |
|        | Can Caranyana            | Vilademuls          | masia        |                                                               | 42° 07′ 50″ N, 2° 52′ 46″ E / 42.1305027866392°N,2.87941660391369°E          |                                            |                           | Modifica les dades a Wikidata |
|        | Can Carles               | Vilademuls          | masia        |                                                               | 42° 08′ 16″ N, 2° 53′ 15″ E / 42.1377611792469°N,2.88748620782089°E          |                                            |                           | Modifica les dades a Wikidata |
|        | Can Carles               | Vilademuls          | masia        |                                                               | 42° 08′ 59″ N, 2° 52′ 16″ E / 42.1498216179777°N,2.87113769698086°E          |                                            |                           | Modifica les dades a Wikidata |
|        | Can Carreres             | Vilademuls          | masia        |                                                               | 42° 08′ 55″ N, 2° 52′ 38″ E / 42.1485043124567°N,2.87719182031922°E          |                                            |                           | Modifica les dades a Wikidata |
|        | Can Cases                | Vilademuls          | masia        |                                                               | 42° 11′ 40″ N, 2° 52′ 28″ E / 42.194415976369°N,2.87447474571576°E           |                                            |                           | Modifica les dades a Wikidata |
|        | Can Casica               | Vilademuls          | masia        |                                                               | 42° 06′ 10″ N, 2° 52′ 46″ E / 42.1028350180581°N,2.87955370226441°E          |                                            |                           | Modifica les dades a Wikidata |
|        | Can Cerquella            | Vilademuls          | masia        |                                                               | 42° 09′ 37″ N, 2° 49′ 37″ E / 42.160384876769°N,2.8269791401823°E            |                                            |                           | Modifica les dades a Wikidata |
|        | Can Closes               | Vilademuls          | masia        |                                                               | 42° 05′ 46″ N, 2° 51′ 08″ E / 42.0960750459108°N,2.85209135938732°E          |                                            |                           | Modifica les dades a Wikidata |
|        | Can Codony               | Vilademuls          | masia        |                                                               | 42° 08′ 15″ N, 2° 50′ 55″ E / 42.1376083416168°N,2.84857021564128°E          |                                            |                           | Modifica les dades a Wikidata |
|        | Can Comte                | Vilademuls          | masia        |                                                               | 42° 06′ 35″ N, 2° 52′ 55″ E / 42.1097273774788°N,2.88185090037486°E          |                                            |                           | Modifica les dades a Wikidata |
|        | Can Dalmau               | Vilademuls          | masia        |                                                               | 42° 08′ 49″ N, 2° 49′ 52″ E / 42.1468424271928°N,2.83099946300511°E          |                                            |                           | Modifica les dades a Wikidata |
|        | Can Demont               | Vilademuls          | masia        | Estil: arquitectura popular                                   | 42° 10′ 32″ N, 2° 52′ 26″ E / 42.175559°N,2.874023°E                         | bé integrant del patrimoni cultural català |                           | Modifica les dades a Wikidata |
|        | Can Diret                | Vilademuls          | masia        |                                                               | 42° 09′ 05″ N, 2° 52′ 33″ E / 42.1513309711878°N,2.87592759844579°E          |                                            |                           | Modifica les dades a Wikidata |
|        | Can Falgars              | Vilademuls          | masia        |                                                               | 42° 08′ 21″ N, 2° 53′ 11″ E / 42.1391922246223°N,2.88649138184665°E          |                                            |                           | Modifica les dades a Wikidata |
|        | Can Fares                | Vilademuls          | masia        |                                                               | 42° 07′ 27″ N, 2° 51′ 19″ E / 42.1241251736693°N,2.85515958464438°E          |                                            |                           | Modifica les dades a Wikidata |
|        | Can Favet                | Vilademuls          | masia        |                                                               | 42° 08′ 15″ N, 2° 51′ 03″ E / 42.1374940806164°N,2.85072443119395°E          |                                            |                           | Modifica les dades a Wikidata |
|        | Can Ferran               | Vilademuls          | masia        |                                                               | 42° 09′ 59″ N, 2° 53′ 07″ E / 42.1665074229904°N,2.88519561299743°E          |                                            |                           | Modifica les dades a Wikidata |
|        | Can Ferrer               | Vilademuls          | masia        |                                                               | 42° 06′ 01″ N, 2° 53′ 56″ E / 42.100223832861°N,2.89894487462414°E           |                                            |                           | Modifica les dades a Wikidata |
|        | Can Font                 | Vilademuls          | masia        |                                                               | 42° 05′ 56″ N, 2° 52′ 21″ E / 42.0988826268279°N,2.87257116034411°E          |                                            |                           | Modifica les dades a Wikidata |
|        | Can Fort                 | Vilademuls          | masia        | Estil: arquitectura popular                                   | 42° 06′ 52″ N, 2° 52′ 40″ E / 42.114387°N,2.877718°E                         | bé cultural d'interès local                |                           | Modifica les dades a Wikidata |
|        | Can Franco               | Vilademuls          | masia        |                                                               | 42° 05′ 43″ N, 2° 52′ 00″ E / 42.0953184142121°N,2.86672538734037°E          |                                            |                           | Modifica les dades a Wikidata |
|        | Can Ginebreda            | Vilademuls          | masia        |                                                               | 42° 06′ 56″ N, 2° 52′ 41″ E / 42.1155596223912°N,2.87806591875315°E          |                                            |                           | Modifica les dades a Wikidata |
|        | Can Grau                 | Vilademuls          | masia        |                                                               | 42° 05′ 05″ N, 2° 52′ 55″ E / 42.0847252589976°N,2.88181266417063°E          |                                            |                           | Modifica les dades a Wikidata |
|        | Can Gros                 | Vilademuls          | masia        |                                                               | 42° 08′ 17″ N, 2° 53′ 14″ E / 42.1380762619208°N,2.88734043905217°E          |                                            |                           | Modifica les dades a Wikidata |
|        | Can Guapanoia            | Vilademuls          | masia        |                                                               | 42° 07′ 49″ N, 2° 52′ 35″ E / 42.1303464845129°N,2.87641623770481°E          |                                            |                           | Modifica les dades a Wikidata |
|        | Can Guardiola            | Vilademuls          | masia        |                                                               | 42° 07′ 57″ N, 2° 51′ 31″ E / 42.132505640522°N,2.85873414992482°E           |                                            |                           | Modifica les dades a Wikidata |
|        | Can Guilana              | Vilademuls          | masia        |                                                               | 42° 08′ 56″ N, 2° 52′ 30″ E / 42.1487990660811°N,2.87491589421665°E          |                                            |                           | Modifica les dades a Wikidata |
|        | Can Guitard              | Vilademuls          | masia        |                                                               | 42° 09′ 05″ N, 2° 51′ 50″ E / 42.1514885383664°N,2.86396906084788°E          |                                            |                           | Modifica les dades a Wikidata |
|        | Can Jepa                 | Vilademuls          | masia        |                                                               | 42° 06′ 22″ N, 2° 50′ 47″ E / 42.1060376353041°N,2.84629897446575°E          |                                            |                           | Modifica les dades a Wikidata |
|        | Can Jeroni               | Vilademuls          | masia        |                                                               | 42° 04′ 15″ N, 2° 52′ 43″ E / 42.0709059180808°N,2.87864703135663°E          |                                            |                           | Modifica les dades a Wikidata |
|        | Can Joan Vidal           | Vilademuls          | masia        |                                                               | 42° 06′ 52″ N, 2° 52′ 41″ E / 42.1143077492805°N,2.87809251115299°E          |                                            |                           | Modifica les dades a Wikidata |
|        | Can Joanet               | Vilademuls          | masia        |                                                               | 42° 05′ 43″ N, 2° 52′ 56″ E / 42.0951823851191°N,2.88234951797358°E          |                                            |                           | Modifica les dades a Wikidata |
|        | Can Jou                  | Vilademuls          | masia        |                                                               | 42° 07′ 39″ N, 2° 51′ 11″ E / 42.1275628951982°N,2.85299814705756°E          |                                            |                           | Modifica les dades a Wikidata |
|        | Can Julià                | Vilademuls          | masia        |                                                               | 42° 11′ 17″ N, 2° 52′ 32″ E / 42.1880947489794°N,2.87561352431699°E          |                                            |                           | Modifica les dades a Wikidata |
|        | Can Julià de Palol       | Vilademuls          | masia        |                                                               | 42° 10′ 28″ N, 2° 52′ 26″ E / 42.174582°N,2.874025°E                         | bé integrant del patrimoni cultural català |                           | Modifica les dades a Wikidata |
|        | Can Llagosta             | Vilademuls          | masia        |                                                               | 42° 09′ 01″ N, 2° 49′ 19″ E / 42.1503504035234°N,2.82204582852641°E          |                                            |                           | Modifica les dades a Wikidata |
|        | Can Llavanera            | Vilademuls          | masia        |                                                               | 42° 08′ 07″ N, 2° 51′ 51″ E / 42.1354032507078°N,2.86414869336682°E 207 msnm |                                            |                           | Modifica les dades a Wikidata |
|        | Can Llavanera            | Vilademuls          | masia        |                                                               | 42° 09′ 01″ N, 2° 52′ 19″ E / 42.1501739108269°N,2.87206893047095°E 141 msnm |                                            |                           | Modifica les dades a Wikidata |
|        | Can Lleial               | Vilademuls          | masia        |                                                               | 42° 05′ 53″ N, 2° 52′ 17″ E / 42.0979986550956°N,2.87137569389706°E          |                                            |                           | Modifica les dades a Wikidata |
|        | Can Llobera              | Vilademuls          | masia        | Estil: historicisme arquitectònic 18th century                | 42° 10′ 31″ N, 2° 51′ 29″ E / 42.175406°N,2.858132°E ca:Orfes, l'Estopera    | bé integrant del patrimoni cultural català | Can Llobera (Vilademuls)  | Modifica les dades a Wikidata |
|        | Can Llobet               | Vilademuls          | masia        |                                                               | 42° 08′ 56″ N, 2° 50′ 22″ E / 42.1487909518133°N,2.8394542462702°E           |                                            |                           | Modifica les dades a Wikidata |
|        | Can Lluís                | Vilademuls          | masia        |                                                               | 42° 08′ 18″ N, 2° 53′ 18″ E / 42.1384556315571°N,2.88846515871007°E          |                                            |                           | Modifica les dades a Wikidata |
|        | Can Manosa               | Vilademuls          | masia        |                                                               | 42° 06′ 55″ N, 2° 52′ 41″ E / 42.1152354924211°N,2.87816331263742°E          |                                            |                           | Modifica les dades a Wikidata |
|        | Can Marcó                | Vilademuls          | masia        |                                                               | 42° 06′ 16″ N, 2° 51′ 13″ E / 42.104480169256°N,2.85369249132206°E           |                                            |                           | Modifica les dades a Wikidata |
|        | Can Martinot             | Vilademuls          | masia        |                                                               | 42° 05′ 51″ N, 2° 50′ 50″ E / 42.0975187854°N,2.84727490996529°E             |                                            |                           | Modifica les dades a Wikidata |
|        | Can Marturià             | Vilademuls          | masia        |                                                               | 42° 07′ 13″ N, 2° 52′ 35″ E / 42.1203851821178°N,2.87627832763174°E          |                                            |                           | Modifica les dades a Wikidata |
|        | Can Masó                 | Vilademuls          | masia        |                                                               | 42° 05′ 47″ N, 2° 52′ 10″ E / 42.0964652288801°N,2.86932298194058°E          |                                            |                           | Modifica les dades a Wikidata |
|        | Can Matagram             | Vilademuls          | masia        |                                                               | 42° 10′ 54″ N, 2° 52′ 44″ E / 42.1817668303261°N,2.87894386082567°E          |                                            |                           | Modifica les dades a Wikidata |
|        | Can Mencion              | Vilademuls          | masia        |                                                               | 42° 06′ 26″ N, 2° 52′ 20″ E / 42.1070960281589°N,2.8720951021004°E           |                                            |                           | Modifica les dades a Wikidata |
|        | Can Mengol               | Vilademuls          | masia        |                                                               | 42° 06′ 38″ N, 2° 50′ 40″ E / 42.1104392699107°N,2.84441351431469°E          |                                            |                           | Modifica les dades a Wikidata |
|        | Can Mercader             | Vilademuls          | masia        |                                                               | 42° 08′ 43″ N, 2° 52′ 20″ E / 42.1451935668819°N,2.87226049173194°E          |                                            |                           | Modifica les dades a Wikidata |
|        | Can Mero                 | Vilademuls          | masia        |                                                               | 42° 08′ 03″ N, 2° 52′ 33″ E / 42.1342367697089°N,2.8759488678448°E           |                                            |                           | Modifica les dades a Wikidata |
|        | Can Minguet              | Vilademuls          | masia        |                                                               | 42° 08′ 29″ N, 2° 50′ 21″ E / 42.141489245037°N,2.839132043941°E             |                                            |                           | Modifica les dades a Wikidata |
|        | Can Motes                | Vilademuls          | masia        |                                                               | 42° 08′ 08″ N, 2° 50′ 55″ E / 42.1355641074669°N,2.84874449173452°E          |                                            |                           | Modifica les dades a Wikidata |
|        | Can Motes                | Vilademuls          | masia        |                                                               | 42° 09′ 09″ N, 2° 50′ 24″ E / 42.1523851292766°N,2.83989299826366°E          |                                            |                           | Modifica les dades a Wikidata |
|        | Can Muntaner             | Vilademuls          | masia        |                                                               | 42° 08′ 22″ N, 2° 53′ 18″ E / 42.1394280906713°N,2.88822142868181°E          |                                            |                           | Modifica les dades a Wikidata |
|        | Can Mussol               | Vilademuls          | masia        |                                                               | 42° 06′ 30″ N, 2° 51′ 50″ E / 42.1082843696154°N,2.86381956268383°E          |                                            |                           | Modifica les dades a Wikidata |
|        | Can Pagès                | Perles              | masia        | Estil: arquitectura barroca arquitectura popular 17th century | 42° 04′ 46″ N, 2° 52′ 20″ E / 42.079382°N,2.87212°E 91 msnm                  | bé cultural d'interès local                | Can Pagès (Perles)        | Modifica les dades a Wikidata |
|        | Can Pagès                | Vilademuls          | masia        |                                                               | 42° 09′ 07″ N, 2° 51′ 46″ E / 42.15194632216°N,2.86267299988117°E            |                                            |                           | Modifica les dades a Wikidata |
|        | Can Pairet               | Vilademuls          | masia        |                                                               | 42° 06′ 14″ N, 2° 53′ 58″ E / 42.1038269292716°N,2.89950759011105°E 106 msnm |                                            |                           | Modifica les dades a Wikidata |
|        | Can Pairet               | Vilademuls          | masia        |                                                               | 42° 07′ 42″ N, 2° 53′ 49″ E / 42.1282411856396°N,2.89689191553929°E 156 msnm |                                            |                           | Modifica les dades a Wikidata |
|        | Can Pardala              | Vilademuls          | masia        |                                                               | 42° 09′ 13″ N, 2° 50′ 00″ E / 42.1535825554915°N,2.83326916420063°E          |                                            |                           | Modifica les dades a Wikidata |
|        | Can Patates              | Vilademuls          | masia        |                                                               | 42° 05′ 52″ N, 2° 50′ 43″ E / 42.0978943683737°N,2.84526652535115°E          |                                            |                           | Modifica les dades a Wikidata |
|        | Can Pau                  | Vilademuls          | masia        |                                                               | 42° 07′ 47″ N, 2° 51′ 28″ E / 42.1297486259822°N,2.85789332268201°E          |                                            |                           | Modifica les dades a Wikidata |
|        | Can Pedrosica            | Vilademuls          | masia        |                                                               | 42° 09′ 15″ N, 2° 48′ 26″ E / 42.1542173063294°N,2.80726813075951°E          |                                            |                           | Modifica les dades a Wikidata |
|        | Can Pere Vilar           | Vilademuls          | masia        |                                                               | 42° 09′ 46″ N, 2° 49′ 45″ E / 42.1628531432508°N,2.82917733325914°E          |                                            |                           | Modifica les dades a Wikidata |
|        | Can Perers               | Vilademuls          | masia        |                                                               | 42° 07′ 48″ N, 2° 51′ 51″ E / 42.130107467932°N,2.86416000975768°E           |                                            |                           | Modifica les dades a Wikidata |
|        | Can Perpinyà             | Vilademuls          | masia        |                                                               | 42° 10′ 21″ N, 2° 52′ 02″ E / 42.172555°N,2.867189°E ca:Orfes 69 msnm        | bé integrant del patrimoni cultural català | Can Perpinyà (Vilademuls) | Modifica les dades a Wikidata |
|        | Can Poncet               | Vilademuls          | masia        |                                                               | 42° 08′ 18″ N, 2° 53′ 14″ E / 42.1384365192226°N,2.88733980049769°E          |                                            |                           | Modifica les dades a Wikidata |
|        | Can Poncet               | Vilademuls          | masia        |                                                               | 42° 05′ 48″ N, 2° 52′ 24″ E / 42.0967668513274°N,2.87325260748073°E          |                                            |                           | Modifica les dades a Wikidata |
|        | Can Ponç                 | Vilademuls          | masia        |                                                               | 42° 07′ 34″ N, 2° 51′ 13″ E / 42.1262395522947°N,2.85347305431129°E          |                                            |                           | Modifica les dades a Wikidata |
|        | Can Puig                 | Vilademuls          | masia        |                                                               | 42° 05′ 50″ N, 2° 52′ 10″ E / 42.0971136825209°N,2.86930955755513°E          |                                            |                           | Modifica les dades a Wikidata |
|        | Can Pujol                | Vilademuls          | masia        |                                                               | 42° 05′ 18″ N, 2° 52′ 25″ E / 42.0883823064307°N,2.87372877524633°E          |                                            |                           | Modifica les dades a Wikidata |
|        | Can Pérez                | Vilademuls          | masia        |                                                               | 42° 05′ 28″ N, 2° 52′ 05″ E / 42.0911048829411°N,2.8680401425027°E           |                                            |                           | Modifica les dades a Wikidata |
|        | Can Queixal              | Vilademuls          | masia        |                                                               | 42° 09′ 31″ N, 2° 50′ 08″ E / 42.158596083835°N,2.8354573096123°E            |                                            |                           | Modifica les dades a Wikidata |
|        | Can Quelic               | Vilademuls          | masia        |                                                               | 42° 09′ 30″ N, 2° 49′ 59″ E / 42.1584184905244°N,2.83291753601626°E          |                                            |                           | Modifica les dades a Wikidata |
|        | Can Renyina              | Vilademuls          | masia        |                                                               | 42° 10′ 49″ N, 2° 52′ 44″ E / 42.1801455316471°N,2.87880164612228°E          |                                            |                           | Modifica les dades a Wikidata |
|        | Can Riera                | Vilademuls          | masia        | Estil: arquitectura popular                                   | 42° 10′ 23″ N, 2° 51′ 25″ E / 42.173184°N,2.856914°E ca:Orfes, l'Estopera    | bé integrant del patrimoni cultural català | Can Riera (Vilademuls)    | Modifica les dades a Wikidata |
|        | Can Riuró                | Vilademuls          | masia        | Estil: arquitectura popular                                   | 42° 06′ 46″ N, 2° 51′ 07″ E / 42.112789°N,2.851878°E                         | bé integrant del patrimoni cultural català |                           | Modifica les dades a Wikidata |
|        | Can Sabater              | Vilademuls          | masia        |                                                               | 42° 06′ 47″ N, 2° 51′ 07″ E / 42.1130972797893°N,2.85205178904964°E          |                                            |                           | Modifica les dades a Wikidata |
|        | Can Sais                 | Vilademuls          | masia        |                                                               | 42° 06′ 29″ N, 2° 51′ 47″ E / 42.1079680774331°N,2.86292519564429°E          |                                            |                           | Modifica les dades a Wikidata |
|        | Can Salvany              | Vilademuls          | masia        |                                                               | 42° 05′ 03″ N, 2° 51′ 33″ E / 42.0840603443789°N,2.85925275000436°E          |                                            |                           | Modifica les dades a Wikidata |
|        | Can Santpare             | Vilademuls          | masia        |                                                               | 42° 06′ 46″ N, 2° 50′ 44″ E / 42.1127645862853°N,2.84562953357313°E          |                                            |                           | Modifica les dades a Wikidata |
|        | Can Sargantana           | Vilademuls          | masia        |                                                               | 42° 09′ 04″ N, 2° 51′ 03″ E / 42.151094011325°N,2.8508861348104°E            |                                            |                           | Modifica les dades a Wikidata |
|        | Can Seguari              | Vilademuls          | masia        |                                                               | 42° 06′ 57″ N, 2° 52′ 36″ E / 42.1157110895452°N,2.87652935234182°E          |                                            |                           | Modifica les dades a Wikidata |
|        | Can Serosa               | Vilademuls          | masia        |                                                               | 42° 08′ 59″ N, 2° 52′ 23″ E / 42.1495894625514°N,2.87294153121224°E          |                                            |                           | Modifica les dades a Wikidata |
|        | Can Serra                | Vilademuls          | masia        |                                                               | 42° 07′ 05″ N, 2° 53′ 20″ E / 42.1181826084333°N,2.88900879516729°E          |                                            |                           | Modifica les dades a Wikidata |
|        | Can Silet                | Vilademuls          | masia        |                                                               | 42° 08′ 19″ N, 2° 51′ 34″ E / 42.1386579217084°N,2.85944653838071°E          |                                            |                           | Modifica les dades a Wikidata |
|        | Can Sisó                 | Vilademuls          | masia        |                                                               | 42° 06′ 54″ N, 2° 52′ 43″ E / 42.1149477598452°N,2.87861143485713°E          |                                            |                           | Modifica les dades a Wikidata |
|        | Can Soler                | Vilademuls          | masia        |                                                               | 42° 08′ 52″ N, 2° 51′ 03″ E / 42.1477704287329°N,2.85072449624095°E          |                                            |                           | Modifica les dades a Wikidata |
|        | Can Subic                | Vilademuls          | masia        |                                                               | 42° 07′ 14″ N, 2° 50′ 46″ E / 42.1205287973402°N,2.84609459259362°E          |                                            |                           | Modifica les dades a Wikidata |
|        | Can Subirós              | Vilademuls          | masia        |                                                               | 42° 07′ 32″ N, 2° 52′ 08″ E / 42.1256908353563°N,2.8689241791627°E           |                                            |                           | Modifica les dades a Wikidata |
|        | Can Terrers              | Vilademuls          | masia        |                                                               | 42° 09′ 06″ N, 2° 51′ 03″ E / 42.1517692551272°N,2.85070299706187°E          |                                            |                           | Modifica les dades a Wikidata |
|        | Can Toni                 | Vilademuls          | masia        |                                                               | 42° 05′ 05″ N, 2° 53′ 16″ E / 42.0848213198792°N,2.88778533744837°E          |                                            |                           | Modifica les dades a Wikidata |
|        | Can Vador                | Vilademuls          | masia        |                                                               | 42° 08′ 02″ N, 2° 50′ 55″ E / 42.1338708997322°N,2.84874852055481°E          |                                            |                           | Modifica les dades a Wikidata |
|        | Can Viader               | Vilademuls          | masia        | Estil: arquitectura popular                                   | 42° 10′ 12″ N, 2° 52′ 51″ E / 42.170011°N,2.88085°E Parets d'Empordà 80 msnm | bé cultural d'interès local                |                           | Modifica les dades a Wikidata |
|        | Can Vicenç               | Vilademuls          | masia        |                                                               | 42° 06′ 15″ N, 2° 51′ 21″ E / 42.1040685504158°N,2.85580996598016°E          |                                            |                           | Modifica les dades a Wikidata |
|        | Can Vila                 | Vilademuls          | masia        | Estil: arquitectura popular                                   | 42° 07′ 30″ N, 2° 52′ 06″ E / 42.125027°N,2.868225°E                         | bé integrant del patrimoni cultural català |                           | Modifica les dades a Wikidata |
|        | Can Vilert               | Vilademuls          | masia        |                                                               | 42° 11′ 38″ N, 2° 51′ 06″ E / 42.193929510248°N,2.85173018814041°E           |                                            |                           | Modifica les dades a Wikidata |
|        | Can Xargai               | Vilademuls          | masia        |                                                               | 42° 08′ 02″ N, 2° 50′ 52″ E / 42.1338244590501°N,2.84768382166828°E          |                                            |                           | Modifica les dades a Wikidata |
|        | Can Xargai               | Vilademuls          | masia        |                                                               | 42° 05′ 04″ N, 2° 52′ 55″ E / 42.0845093016935°N,2.88200651670874°E          |                                            |                           | Modifica les dades a Wikidata |
|        | Can Xibeques             | Vilademuls          | masia        |                                                               | 42° 05′ 49″ N, 2° 52′ 23″ E / 42.097063931966°N,2.87313108474796°E           |                                            |                           | Modifica les dades a Wikidata |
|        | Can Xicó                 | Vilademuls          | masia        |                                                               | 42° 05′ 28″ N, 2° 52′ 07″ E / 42.0910876050843°N,2.86868105335165°E          |                                            |                           | Modifica les dades a Wikidata |
|        | Casa Blava               | Vilademuls          | masia        |                                                               | 42° 05′ 04″ N, 2° 53′ 02″ E / 42.0845743322248°N,2.88395300626513°E          |                                            |                           | Modifica les dades a Wikidata |
|        | Casa Joan Miquel         | Vilademuls          | masia        | Estil: arquitectura popular                                   | 42° 05′ 25″ N, 2° 52′ 05″ E / 42.090387°N,2.868163°E                         | bé integrant del patrimoni cultural català |                           | Modifica les dades a Wikidata |
|        | Casa Nova d'en Grau      | Vilademuls          | masia        |                                                               | 42° 04′ 45″ N, 2° 53′ 02″ E / 42.0792064094669°N,2.88392651792283°E          |                                            |                           | Modifica les dades a Wikidata |
|        | Casa del Baró de Quadres | Vilademuls          | masia        |                                                               | 42° 05′ 27″ N, 2° 52′ 07″ E / 42.090703°N,2.868513°E                         | bé integrant del patrimoni cultural català |                           | Modifica les dades a Wikidata |
|        | Hostal Sec               | Vilademuls          | masia        |                                                               | 42° 08′ 06″ N, 2° 51′ 09″ E / 42.1349114753157°N,2.85246084094568°E          |                                            |                           | Modifica les dades a Wikidata |
|        | Mas Aiats                | Vilademuls          | masia        |                                                               | 42° 08′ 13″ N, 2° 50′ 46″ E / 42.136812654513°N,2.84622458023281°E           |                                            |                           | Modifica les dades a Wikidata |
|        | Mas Alzina               | Vilademuls          | masia        |                                                               | 42° 10′ 03″ N, 2° 53′ 00″ E / 42.1675773144888°N,2.88334137813949°E          |                                            |                           | Modifica les dades a Wikidata |
|        | Mas Baiell               | Vilademuls          | masia        |                                                               | 42° 06′ 31″ N, 2° 52′ 00″ E / 42.1087470236046°N,2.86664888137275°E          |                                            |                           | Modifica les dades a Wikidata |
|        | Mas Barquer              | Vilademuls          | masia        |                                                               | 42° 10′ 28″ N, 2° 52′ 21″ E / 42.1744645616113°N,2.87239533182194°E          |                                            |                           | Modifica les dades a Wikidata |
|        | Mas Capellà              | Vilademuls          | masia        |                                                               | 42° 10′ 14″ N, 2° 52′ 53″ E / 42.1705745288288°N,2.8814713759781°E           |                                            |                           | Modifica les dades a Wikidata |
|        | Mas Caselles             | Vilademuls          | masia        |                                                               | 42° 10′ 51″ N, 2° 51′ 48″ E / 42.1807856900869°N,2.86339770272419°E          |                                            | Gallaret del Pla          | Modifica les dades a Wikidata |
|        | Mas Compte               | Vilademuls          | masia        |                                                               | 42° 10′ 09″ N, 2° 52′ 48″ E / 42.1692040488319°N,2.88002111267293°E          |                                            |                           | Modifica les dades a Wikidata |
|        | Mas Comte                | Vilademuls          | masia        |                                                               | 42° 10′ 19″ N, 2° 51′ 09″ E / 42.1718290203979°N,2.85262932954575°E 131 msnm |                                            | Mas Comte (Orfes)         | Modifica les dades a Wikidata |
|        | Mas Costa                | Vilademuls          | masia        |                                                               | 42° 09′ 07″ N, 2° 52′ 17″ E / 42.1520375336087°N,2.8714357917297°E           |                                            |                           | Modifica les dades a Wikidata |
|        | Mas Ferran               | Vilademuls          | masia        |                                                               | 42° 09′ 13″ N, 2° 52′ 19″ E / 42.1534882817713°N,2.87207435992684°E          |                                            |                           | Modifica les dades a Wikidata |
|        | Mas Flequer              | Vilademuls          | masia        |                                                               | 42° 04′ 27″ N, 2° 53′ 03″ E / 42.074171943302°N,2.88411702317802°E           |                                            |                           | Modifica les dades a Wikidata |
|        | Mas Fonollet             | Vilademuls          | masia        | Estil: arquitectura popular                                   | 42° 06′ 13″ N, 2° 53′ 46″ E / 42.10366°N,2.896159°E                          | bé cultural d'interès local                |                           | Modifica les dades a Wikidata |
|        | Mas Gibert               | Vilademuls          | masia        |                                                               | 42° 09′ 48″ N, 2° 49′ 53″ E / 42.1634508585827°N,2.83140318325364°E          |                                            |                           | Modifica les dades a Wikidata |
|        | Mas Gifré                | Vilademuls          | masia        |                                                               | 42° 07′ 10″ N, 2° 53′ 17″ E / 42.1195237138989°N,2.88812334555576°E          |                                            |                           | Modifica les dades a Wikidata |
|        | Mas Gimbernat            | Vilademuls          | masia        |                                                               | 42° 09′ 12″ N, 2° 50′ 58″ E / 42.1532537292028°N,2.84948912768594°E          |                                            |                           | Modifica les dades a Wikidata |
|        | Mas Güell                | Vilademuls Vilamarí | masia        | Estat: abandonat                                              | 42° 07′ 47″ N, 2° 51′ 02″ E / 42.1296223534201°N,2.85065821921122°E          |                                            |                           | Modifica les dades a Wikidata |
|        | Mas Joanís               | Vilademuls          | masia        |                                                               | 42° 10′ 29″ N, 2° 51′ 34″ E / 42.174698°N,2.859323°E 104 msnm                |                                            | Mas Joanís                | Modifica les dades a Wikidata |
|        | Mas Moresc               | Vilademuls          | masia        |                                                               | 42° 10′ 08″ N, 2° 52′ 48″ E / 42.1687807868644°N,2.88005823280792°E          |                                            |                           | Modifica les dades a Wikidata |
|        | Mas Nou                  | Vilademuls          | masia        |                                                               | 42° 08′ 15″ N, 2° 53′ 14″ E / 42.137409797733°N,2.8873537211172°E            |                                            |                           | Modifica les dades a Wikidata |
|        | Mas Oms                  | Vilademuls          | masia        |                                                               | 42° 10′ 15″ N, 2° 52′ 51″ E / 42.1707361171889°N,2.88096257438491°E          |                                            |                           | Modifica les dades a Wikidata |
|        | Mas Paiet                | Vilademuls          | masia        |                                                               | 42° 06′ 49″ N, 2° 53′ 49″ E / 42.1135246798217°N,2.89697625276132°E          |                                            |                           | Modifica les dades a Wikidata |
|        | Mas Peó                  | Vilademuls          | masia        |                                                               | 42° 06′ 58″ N, 2° 52′ 20″ E / 42.116147664756°N,2.87219787027364°E           |                                            |                           | Modifica les dades a Wikidata |
|        | Mas Pol                  | Vilademuls          | masia        |                                                               | 42° 06′ 14″ N, 2° 53′ 01″ E / 42.1037667567017°N,2.88349471036987°E          |                                            |                           | Modifica les dades a Wikidata |
|        | Mas Puig Medinyà         | Vilademuls          | masia        |                                                               | 42° 10′ 03″ N, 2° 52′ 44″ E / 42.1676356530486°N,2.87880131485755°E          |                                            |                           | Modifica les dades a Wikidata |
|        | Mas Requena              | Vilademuls          | masia        |                                                               | 42° 08′ 55″ N, 2° 49′ 53″ E / 42.1484910963092°N,2.83133395897672°E          |                                            |                           | Modifica les dades a Wikidata |
|        | Mas Roart                | Vilademuls          | masia        |                                                               | 42° 11′ 21″ N, 2° 52′ 23″ E / 42.189265136339°N,2.8729205298742°E            |                                            |                           | Modifica les dades a Wikidata |
|        | Mas Roca                 | Vilademuls          | masia        |                                                               | 42° 05′ 50″ N, 2° 53′ 11″ E / 42.0973119645276°N,2.88636051262021°E          |                                            |                           | Modifica les dades a Wikidata |
|        | Mas Rost                 | Vilademuls          | masia        |                                                               | 42° 05′ 54″ N, 2° 52′ 15″ E / 42.0982683202001°N,2.87090350845755°E          |                                            |                           | Modifica les dades a Wikidata |
|        | Mas Sabater              | Vilademuls          | masia        |                                                               | 42° 07′ 41″ N, 2° 52′ 04″ E / 42.1280944043937°N,2.86791500589586°E          |                                            |                           | Modifica les dades a Wikidata |
|        | Mas Sala                 | Vilademuls          | masia        |                                                               | 42° 08′ 54″ N, 2° 52′ 24″ E / 42.1483200669753°N,2.87340397869213°E          |                                            |                           | Modifica les dades a Wikidata |
|        | Mas Solà                 | Vilademuls          | masia        |                                                               | 42° 06′ 26″ N, 2° 54′ 10″ E / 42.1071711907181°N,2.90281634934078°E          |                                            |                           | Modifica les dades a Wikidata |
|        | Mas Talaia               | Vilademuls          | masia        |                                                               | 42° 08′ 15″ N, 2° 52′ 15″ E / 42.1375545357389°N,2.8708600493141°E           |                                            |                           | Modifica les dades a Wikidata |
|        | Mas Torrent              | Vilademuls          | masia        |                                                               | 42° 10′ 01″ N, 2° 53′ 22″ E / 42.1668537808043°N,2.88938380143534°E          |                                            |                           | Modifica les dades a Wikidata |
|        | Mas Vell                 | Vilademuls          | masia        |                                                               | 42° 07′ 43″ N, 2° 53′ 10″ E / 42.1286633017091°N,2.88611090932494°E          |                                            |                           | Modifica les dades a Wikidata |
|        | Mas Vidal                | Vilademuls          | masia        |                                                               | 42° 04′ 40″ N, 2° 53′ 15″ E / 42.0778769597189°N,2.88745906716544°E          |                                            |                           | Modifica les dades a Wikidata |
|        | Mas dels Frares          | Vilademuls          | masia        |                                                               | 42° 05′ 32″ N, 2° 53′ 23″ E / 42.0922715569961°N,2.88968277515897°E          |                                            |                           | Modifica les dades a Wikidata |
|        | Mas dels Roures          | Vilademuls          | masia        |                                                               | 42° 07′ 51″ N, 2° 53′ 15″ E / 42.130739281723°N,2.8875568699649°E            |                                            |                           | Modifica les dades a Wikidata |
|        | Retinells                | Vilademuls          | masia        |                                                               | 42° 04′ 14″ N, 2° 52′ 35″ E / 42.0706063290042°N,2.8764233926433°E           |                                            |                           | Modifica les dades a Wikidata |
|        | Torre Quarantella        | Vilademuls          | masia        |                                                               | 42° 07′ 41″ N, 2° 52′ 22″ E / 42.1281539522228°N,2.87279079071827°E          |                                            |                           | Modifica les dades a Wikidata |
|        | Uradols                  | Vilademuls          | masia        |                                                               | 42° 08′ 48″ N, 2° 49′ 53″ E / 42.1466360453993°N,2.83152042135563°E          |                                            |                           | Modifica les dades a Wikidata |
|        | el Vilar                 | Vilademuls          | masia        |                                                               | 42° 06′ 46″ N, 2° 53′ 50″ E / 42.1127683203582°N,2.89718311139973°E          |                                            |                           | Modifica les dades a Wikidata |
|        | la Casa Nova             | Vilademuls          | masia        |                                                               | 42° 09′ 47″ N, 2° 50′ 56″ E / 42.163117556064°N,2.8487617232802°E            |                                            |                           | Modifica les dades a Wikidata |
|        | la Casanova              | Vilademuls          | masia        |                                                               | 42° 04′ 43″ N, 2° 52′ 54″ E / 42.078726680022°N,2.88159409251654°E           |                                            |                           | Modifica les dades a Wikidata |
|        | la Casanova              | Vilademuls          | masia        |                                                               | 42° 08′ 39″ N, 2° 51′ 24″ E / 42.1443016680698°N,2.85678369577202°E          |                                            |                           | Modifica les dades a Wikidata |
|        | la Casanova              | Vilademuls          | masia        |                                                               | 42° 06′ 50″ N, 2° 51′ 31″ E / 42.1138530965532°N,2.85861832624282°E          |                                            |                           | Modifica les dades a Wikidata |
|        | la Rajoleria             | Vilademuls          | masia        |                                                               | 42° 04′ 59″ N, 2° 53′ 15″ E / 42.0831278222222°N,2.88751024071749°E          |                                            |                           | Modifica les dades a Wikidata |
|        | la Rectoria              | Vilademuls          | masia        |                                                               | 42° 09′ 18″ N, 2° 50′ 00″ E / 42.1550508953344°N,2.83347108073993°E          |                                            |                           | Modifica les dades a Wikidata |

## muntanya
| imatge | Nom                  | Ubicat a   | instància de | Detalls | coordenades                                                         | Protecció | Commons (més fotos) | Dades a WD                    |
| ------ | -------------------- | ---------- | ------------ | ------- | ------------------------------------------------------------------- | --------- | ------------------- | ----------------------------- |
|        | Puig d'en Llavanera  | Vilademuls | muntanya     |         | 42° 09′ 14″ N, 2° 51′ 45″ E / 42.15398889°N,2.86241111°E 190.8 msnm |           |                     | Modifica les dades a Wikidata |
|        | Puig d'en Prats      | Vilademuls | muntanya     |         | 42° 06′ 32″ N, 2° 53′ 36″ E / 42.10895556°N,2.89343889°E 156.2 msnm |           |                     | Modifica les dades a Wikidata |
|        | Puig de Sant Baldiri | Vilademuls | muntanya     |         | 42° 09′ 06″ N, 2° 53′ 10″ E / 42.15177056°N,2.88615278°E 176.2 msnm |           |                     | Modifica les dades a Wikidata |
|        | Sant Roc             | Vilademuls | muntanya     |         | 42° 08′ 50″ N, 2° 48′ 47″ E / 42.1473°N,2.81318°E 249.7 msnm        |           |                     | Modifica les dades a Wikidata |
|        | Turó de Fellines     | Vilademuls | muntanya     |         | 42° 05′ 39″ N, 2° 53′ 30″ E / 42.0943°N,2.89175°E 165.6 msnm        |           |                     | Modifica les dades a Wikidata |
|        | el Bon Aire          | Vilademuls | muntanya     |         | 42° 09′ 30″ N, 2° 49′ 09″ E / 42.15833056°N,2.81905194°E 262.3 msnm |           |                     | Modifica les dades a Wikidata |
|        | el Puig              | Vilademuls | muntanya     |         | 42° 08′ 53″ N, 2° 51′ 40″ E / 42.1481°N,2.86116°E 212.5 msnm        |           |                     | Modifica les dades a Wikidata |

## muralla urbana
| imatge | Nom                              | Ubicat a   | instància de   | Detalls                                  | coordenades                                                                           | Protecció                                            | Commons (més fotos)             | Dades a WD                    |
| ------ | -------------------------------- | ---------- | -------------- | ---------------------------------------- | ------------------------------------------------------------------------------------- | ---------------------------------------------------- | ------------------------------- | ----------------------------- |
|        | Portal i murs                    | Vilademuls | muralla urbana | Estil: arquitectura popular 12nd century | 42° 08′ 18″ N, 2° 53′ 17″ E / 42.138398°N,2.887958°E ca:Nucli de Vilademuls           | bé d'interès cultural bé cultural d'interès nacional |                                 | Modifica les dades a Wikidata |
|        | Recinte fortificat de les Olives | Vilademuls | muralla urbana | 15th century                             | 42° 05′ 54″ N, 2° 52′ 18″ E / 42.09847°N,2.87171°E ca:Al nucli de les Olives 140 msnm | bé d'interès cultural bé cultural d'interès nacional | Recinte fortificat a les Olives | Modifica les dades a Wikidata |

## nucli de població
| imatge | Nom            | Ubicat a   | instància de      | Detalls | coordenades                                                                | Protecció | Commons (més fotos) | Dades a WD                    |
| ------ | -------------- | ---------- | ----------------- | ------- | -------------------------------------------------------------------------- | --------- | ------------------- | ----------------------------- |
|        | Monells        | Vilademuls | nucli de població |         | 42° 08′ 43″ N, 2° 53′ 37″ E / 42.145155209565°N,2.8935824395108°E          |           |                     | Modifica les dades a Wikidata |
|        | Parets de Dalt | Vilademuls | nucli de població |         | 42° 10′ 10″ N, 2° 52′ 53″ E / 42.169460397179°N,2.8814349265998°E          |           |                     | Modifica les dades a Wikidata |
|        | Perles         | Vilademuls | nucli de població |         | 42° 04′ 46″ N, 2° 52′ 10″ E / 42.07938362005°N,2.8695131138476°E           |           | Perles (Vilademuls) | Modifica les dades a Wikidata |
|        | Retinells      | Vilademuls | nucli de població |         | 42° 04′ 13″ N, 2° 52′ 10″ E / 42.070377179492°N,2.8695315616885°E          |           |                     | Modifica les dades a Wikidata |
|        | Vilardell      | Vilademuls | nucli de població |         | 42° 07′ 12″ N, 2° 50′ 47″ E / 42.119883970355°N,2.8464451068158°E          |           |                     | Modifica les dades a Wikidata |
|        | l'Estopera     | Vilademuls | nucli de població |         | 42° 10′ 33″ N, 2° 51′ 30″ E / 42.175738716478°N,2.8584180383696°E 107 msnm |           | L'Estopera          | Modifica les dades a Wikidata |
|        | les Barraques  | Vilademuls | nucli de població |         | 42° 08′ 42″ N, 2° 51′ 22″ E / 42.145114279096°N,2.8560658651133°E          |           |                     | Modifica les dades a Wikidata |

## oratori
| imatge | Nom                      | Ubicat a   | instància de | Detalls                     | coordenades                                                          | Protecció                                  | Commons (més fotos) | Dades a WD                    |
| ------ | ------------------------ | ---------- | ------------ | --------------------------- | -------------------------------------------------------------------- | ------------------------------------------ | ------------------- | ----------------------------- |
|        | Oratori de Can Guapanoia | Vilademuls | oratori      | Estil: arquitectura popular | 42° 07′ 50″ N, 2° 52′ 38″ E / 42.130572°N,2.877255°E 173 msnm        | bé integrant del patrimoni cultural català |                     | Modifica les dades a Wikidata |
|        | Oratori de Can Puig      | Vilademuls | oratori      | Estil: arquitectura popular |                                                                      | bé integrant del patrimoni cultural català |                     | Modifica les dades a Wikidata |
|        | Oratori de Can Vidal     | Vilademuls | oratori      | Estil: arquitectura popular | 42° 06′ 53″ N, 2° 52′ 40″ E / 42.1148158383614°N,2.877645689750193°E | bé integrant del patrimoni cultural català |                     | Modifica les dades a Wikidata |

## pont
| imatge | Nom                   | Ubicat a   | instància de | Detalls | coordenades                                                         | Protecció | Commons (més fotos) | Dades a WD                    |
| ------ | --------------------- | ---------- | ------------ | ------- | ------------------------------------------------------------------- | --------- | ------------------- | ----------------------------- |
|        | Pont de Cal Bombo     | Vilademuls | pont         |         | 42° 06′ 51″ N, 2° 50′ 50″ E / 42.1142797595836°N,2.84718629084396°E |           |                     | Modifica les dades a Wikidata |
|        | Pont de les Fosses    | Vilademuls | pont         |         | 42° 09′ 48″ N, 2° 52′ 27″ E / 42.1633255557657°N,2.87412462451258°E |           |                     | Modifica les dades a Wikidata |
|        | Pont de les Manegades | Vilademuls | pont         |         | 42° 09′ 55″ N, 2° 53′ 00″ E / 42.1653977688806°N,2.88334538240439°E |           |                     | Modifica les dades a Wikidata |
|        | Pont del Rec          | Vilademuls | pont         |         | 42° 05′ 02″ N, 2° 53′ 04″ E / 42.0839624744776°N,2.88453447147827°E |           |                     | Modifica les dades a Wikidata |

## pou de neu
| imatge | Nom                     | Ubicat a   | instància de | Detalls                     | coordenades | Protecció                                  | Commons (més fotos) | Dades a WD                    |
| ------ | ----------------------- | ---------- | ------------ | --------------------------- | ----------- | ------------------------------------------ | ------------------- | ----------------------------- |
|        | Pou de glaç de Perles   | Vilademuls | pou de neu   | Estil: arquitectura popular |             | bé integrant del patrimoni cultural català |                     | Modifica les dades a Wikidata |
|        | Pou de glaç de Vilamarí | Vilademuls | pou de neu   | Estil: arquitectura popular |             | bé integrant del patrimoni cultural català |                     | Modifica les dades a Wikidata |

## serra
| imatge | Nom                | Ubicat a           | instància de | Detalls | coordenades                                                  | Protecció | Commons (més fotos) | Dades a WD                    |
| ------ | ------------------ | ------------------ | ------------ | ------- | ------------------------------------------------------------ | --------- | ------------------- | ----------------------------- |
|        | serra d'Orriols    | Bàscara Vilademuls | serra        |         | 42° 07′ 07″ N, 2° 53′ 52″ E / 42.1187°N,2.89772°E 137.2 msnm |           |                     | Modifica les dades a Wikidata |
|        | serra d'en Llobera | Vilademuls         | serra        |         | 42° 10′ 38″ N, 2° 51′ 02″ E / 42.1773°N,2.85057°E            |           | Serra d'en Llobera  | Modifica les dades a Wikidata |

## veïnat
| imatge | Nom              | Ubicat a              | instància de                           | Detalls | coordenades                                                         | Protecció | Commons (més fotos) | Dades a WD                    |
| ------ | ---------------- | --------------------- | -------------------------------------- | ------- | ------------------------------------------------------------------- | --------- | ------------------- | ----------------------------- |
|        | el Vilar         | Vilademuls            | veïnat ens local històric de Catalunya |         | 42° 06′ 46″ N, 2° 53′ 50″ E / 42.1127683203582°N,2.89718311139973°E |           |                     | Modifica les dades a Wikidata |
|        | veïnat de Viella | Vilafreser Vilademuls | veïnat                                 |         | 42° 05′ 27″ N, 2° 52′ 06″ E / 42.090862°N,2.8682401°E               |           |                     | Modifica les dades a Wikidata |

## vèrtex geodèsic
| imatge | Nom         | Ubicat a   | instància de    | Detalls    | coordenades                                                       | Protecció | Commons (més fotos) | Dades a WD                    |
| ------ | ----------- | ---------- | --------------- | ---------- | ----------------------------------------------------------------- | --------- | ------------------- | ----------------------------- |
|        | Bon Aire    | Vilademuls | vèrtex geodèsic | Alt: 1.2m  | 42° 09′ 29″ N, 2° 49′ 08″ E / 42.15815°N,2.818944°E 268.685 msnm  |           |                     | Modifica les dades a Wikidata |
|        | Fallinas    | Vilademuls | vèrtex geodèsic | Alt: 1.19m | 42° 05′ 38″ N, 2° 53′ 31″ E / 42.093953°N,2.891929°E 174.663 msnm |           |                     | Modifica les dades a Wikidata |
|        | San Valdiri | Vilademuls | vèrtex geodèsic | Alt: 1.2m  | 42° 09′ 04″ N, 2° 53′ 11″ E / 42.15123°N,2.88628°E 183.482 msnm   |           |                     | Modifica les dades a Wikidata |

## Misc
| imatge | Nom                                           | Ubicat a   | instància de               | Detalls                                  | coordenades                                                                             | Protecció                                            | Commons (més fotos)    | Dades a WD                    |
| ------ | --------------------------------------------- | ---------- | -------------------------- | ---------------------------------------- | --------------------------------------------------------------------------------------- | ---------------------------------------------------- | ---------------------- | ----------------------------- |
|        | Can Ros de Terradelles                        | Vilademuls | casa                       | Estil: arquitectura popular              | 42° 07′ 06″ N, 2° 53′ 19″ E / 42.118392°N,2.888695°E ca:Terradelles, al costat església | bé integrant del patrimoni cultural català           |                        | Modifica les dades a Wikidata |
|        | Castell de Vilademuls                         | Vilademuls | castell                    | Estil: arquitectura popular 11st century | 42° 08′ 18″ N, 2° 53′ 17″ E / 42.138333°N,2.888056°E ca:Nucli de Vilademuls 130 msnm    | bé d'interès cultural bé cultural d'interès nacional | Castell de Vilademuls  | Modifica les dades a Wikidata |
|        | Coberts de Mas Joanís                         | Vilademuls | cabana                     |                                          | 42° 10′ 38″ N, 2° 51′ 38″ E / 42.1771706281727°N,2.86048736660013°E 119 msnm            |                                                      | Coberts de Mas Joanís  | Modifica les dades a Wikidata |
|        | GIV-5133                                      | Vilademuls | carretera                  |                                          | 42° 07′ 31″ N, 2° 52′ 06″ E / 42.1254°N,2.86841°E                                       |                                                      |                        | Modifica les dades a Wikidata |
|        | Molí de vent de Mas Alba                      | Vilademuls | molí de vent               | Estil: arquitectura popular              | 42° 07′ 05″ N, 2° 53′ 23″ E / 42.117968°N,2.889712°E                                    | bé integrant del patrimoni cultural català           |                        | Modifica les dades a Wikidata |
|        | Pedres decimars de Vilademuls                 | Vilademuls | fita                       |                                          |                                                                                         | bé cultural d'interès local                          |                        | Modifica les dades a Wikidata |
|        | Rajoleria Can Bacallà                         | Vilademuls | teuleria                   | Estil: arquitectura popular              |                                                                                         | bé integrant del patrimoni cultural català           |                        | Modifica les dades a Wikidata |
|        | Torre de Fellines                             | Vilademuls | torre de telegrafia òptica | Estil: arquitectura popular 19th century | 42° 05′ 38″ N, 2° 53′ 31″ E / 42.0939758239693°N,2.89182019989254°E                     | bé cultural d'interès nacional                       | Torre de Fellines      | Modifica les dades a Wikidata |
|        | Veïnat de Juïgues                             | Vilademuls | disseminat                 |                                          | 42° 07′ 48″ N, 2° 51′ 02″ E / 42.1299106065041°N,2.85069384021241°E                     |                                                      |                        | Modifica les dades a Wikidata |
|        | annex parroquial de Santa Maria de les Olives | Vilademuls | annex parroquial           |                                          | Santa Maria de les Olives                                                               |                                                      |                        | Modifica les dades a Wikidata |
|        | casa consistorial de Vilademuls               | Vilademuls | casa consistorial          |                                          | 42° 08′ 19″ N, 2° 53′ 17″ E / 42.1387175°N,2.8880931°E                                  |                                                      |                        | Modifica les dades a Wikidata |
|        | font de la Bogeria                            | Vilademuls | font                       |                                          | 42° 09′ 02″ N, 2° 50′ 43″ E / 42.150503888158°N,2.8451608037948°E                       |                                                      |                        | Modifica les dades a Wikidata |
|        | la Torre de Vilafreser                        | Vilafreser | torre de defensa masia     | Estil: arquitectura gòtica 14th century  | 42° 04′ 59″ N, 2° 52′ 41″ E / 42.0829833333°N,2.87810555556°E 91 msnm                   | bé cultural d'interès nacional                       | La Torre de Vilafreser | Modifica les dades a Wikidata |